# سفر جزیره به جزیره
سفرجزیره به جزیره به معنی عبور از اقیانوس با چندین سفر کوتاه از طریق جزیره‌های آن است. در برابر آن، رسیدن به مقصد، تنها با یک سفر مستقیم است.
در زیست‌شناسی، پراکندگی اقیانوسی هنگامی است که جانوران از یک آبخوست به آبخوست دیگری کوچ می‌کنند. این کار با سوار شدن بر تَلِ گیاهان به هم پیچیده شناور بر آب انجام می‌شود و به آن "پدیده شناورشدگی" می‌گویند. این فرایند ممکن است با جزایر میانجی جغرافیایی که کوچ را به چند بخش کوتاه تقسیم می‌کنند انجام شود. گاهی به گسترش در چند آبخوست یا یک آبخوست بزرگ با سوار شدگی مقطعی "سفرجزیره به جزیره" می‌گویند. به نظر می‌رسد نمونه چنین فرایندی، گسترش پستانداران آمریکای جنوبی (از جمله هوتیا و پخ‌بینیان) در کارائیب باشد.